# Cixius transversa
Cixius transversa är en insektsart som beskrevs av Tsaur 1991. Cixius transversa ingår i släktet Cixius och familjen kilstritar. Inga underarter finns listade i Catalogue of Life.